# João Francisco Braga
Dom João Francisco Braga (Pelotas, 24 de agosto de 1868 — 13 de outubro de 1937), foi um bispo católico brasileiro.

## Estudos
Fez o curso de humanidades na Alemanha, e o de teologia no Seminário de Mariana.

## Episcopado
Ordenado sacerdote em 1900, foi eleito bispo de Petrópolis em 1 de março de 1902, recebendo a ordenação episcopal em Porto Alegre, a 24 de agosto de 1902 (dia de seu aniversário natalício), sendo entronizado a 26 de outubro. Em 1907, foi transferido para a arquidiocese de Curitiba, sucedendo a D. Duarte Leopoldo e Silva, que era, por sua vez, transferido para São Paulo. Com a elevação de Curitiba a arquidiocese, pela Bula "Quum in dies numerus" de Pio XI, de 10 de maio de 1926, tornou-se o primeiro arcebispo, tendo sido administrador de Ponta Grossa e Jacarezinho. Assistente ao sólio pontifício. Renunciou ao arcebispado de Curitiba em 1935, recebendo o título de arcebispo titular de Soterópolis.
Divisa: "Amore et fortitudine" (Amor e fortaleza).

## Ordenações episcopais
Foi o principal sagrante dos seguintes bispos:
- Inocêncio Engelke

Foi consagrante dos seguintes bispos:
- João Batista Becker
- Alberto José Gonçalves